# Kościół św. Katarzyny w Norymberdze
Kościół św. Katarzyny – gotycka ruina kościoła, znajdująca się w Norymberdze. Miejsce występów Śpiewaków norymberskich od XVI wieku. W byłym gotyckim klasztorze obecnie mieści się biblioteka miejska.

## Źródła
- Mittelalterliche Bibliothekskataloge Deutschlands und der Schweiz. Bd. 3, Teil 3: Bistum Bamberg. Bearbeitet von Paul Ruf. 1939; Nachdruck München 1969, ISBN 978-3-406-00689-0
- Antje Willing: Die Bibliothek des Klosters St. Katharina zu Nürnberg. Synoptische Darstellung der Bücherverzeichnisse. Berlin 2012, ISBN 978-3-05-005546-6